# Setodes barnardi
Setodes barnardi är en nattsländeart som beskrevs av Scott 1961. Setodes barnardi ingår i släktet Setodes och familjen långhornssländor. Inga underarter finns listade i Catalogue of Life.